# Alfred Hitchcock poleca
Alfred Hitchcock poleca – miesięcznik literacki poświęcony literaturze sensacyjnej i kryminalnej. Był licencyjną wersją amerykańskiego „Alfred Hitchcock’s Mystery Magazine”. Funkcję redaktora naczelnego pełnił Arkadiusz Nakoniecznik.
W miesięczniku publikowane były opowiadania sensacyjno-kryminalne autorów zagranicznych (głównie amerykańskich) oraz polskich. W dziale publicystyki znaleźć można było między innymi recenzje filmów oraz powieści sensacyjnych i kryminalnych.
Na łamach miesięcznika opublikowano opowiadania między innymi takich autorów zagranicznych jak: Dino Buzzati, John H. Dirckx, Doc Finch, John M. Floyd, S. L. Franklin, Sherrard Gray, I. J. Parker, Brian Robinson, Ian Rowan, Anne Weston, a także między innymi takich autorów polskich jak: Kamil Gołaszewski, Ludwik Janion, Krzysztof Kochański, Jerzy Kozłowski, Kazimierz Kyrcz jr. & Łukasz Śmigiel, Karol Laskowski, Jacek Skowroński, Mateusz Spychała, Adrianna Ewa Stawska, Lucyna Sterniuk-Gronek, Marek Świerczek.
Z „Alfred Hitchcock poleca” współpracowali między innymi tłumacze: Paulina Braiter, Tomasz S. Gałązka, Joanna Grabarek, Piotr Grzegorzewski, Anna Dorota Kamińska, Piotr Lewiński, Agnieszka Lipska-Nakoniecznik, Adam Pluszka, Marianna Płusa, Sylwia Sosińska, Małgorzata Strzelec, Joanna Wajs, a także między innymi publicyści: Agnieszka Haska, Manula Kalicka, Anna Paczuska-Kudzia, Adam Pluszka, Jerzy Stachowicz, Jerzy Sullivan.
W numerze 12. pisma, z grudnia 2006 roku, ukazała się informacja, że wydawca „postanowił wstrzymać publikowanie pisma”.